# 邁爾斯冰川
72°16′S 100°7′W / 72.267°S 100.117°W
邁爾斯冰川是南極洲的冰川，位於埃爾斯沃思地，全長約13公里，流經瑟斯頓島的諾克松山，最終注入皮考克峽灣的阿博特冰架，在1960年1月由美國海軍拍攝空中照片。